# Эдвардс, Брайан (футболист, 1930)
Брайан Эдвардс (англ. Bryan Edwards; 27 октября 1930 — 21 июня 2016) — английский футболист и футбольный тренер, игравший на позиции полузащитника. Обладатель Кубка Англии 1957/1958 в составе «Болтон Уондерерс», позже тренер «Брэдфорд Сити» в 1971—1975 годах.

## Биография

### Игровая карьера
Занимался футболом и крикетом, в 1947 году прошёл просмотры в крикетном клубе графства Йоркшир и футбольной команде «Болтон Уондерерс». С октября 1947 года — игрок команды «Болтон Уондерерс», играл за команду на протяжении 18 лет (не считая двух лет, когда он проходил службу в армии в 1952—1954 годах). Дебютировал за команду в сентябре 1950 года в матче против «Ливерпуля» (ничья 3:3).
В связи со службой в армии он не сумел сыграть в финале Кубка Англии 1953 года, хотя отчасти причиной неучастия Эдвардса в том матче стала травма ноги, полученная в матче в Портсмуте. В 1958 году он всё же выиграл Кубок Англии, когда «Болтон» взял верх над «Манчестер Юнайтед». Сыграл 518 матчей за клуб, в том числе 483 матча в Футбольной лиге Англии, и забил 8 голов. Выступал преимущественно на фланге, позже стал играть на позиции центрального полузащитника. Карьеру игрока завершил в 1965 году в возрасте 35 лет.

### Тренерская карьера
После завершения игровой карьеры работал на разных тренерских должностях в клубах «Блэкпул», «Престон Норт Энд» и «Плимут Аргайл». С ноября 1971 года — главный тренер клуба «Брэдфорд Сити». С командой он пытался покинуть «подвал» Третьего дивизиона Футбольной лиги, однако не смог этого сделать в сезоне 1971/1972, оставшись на последнем месте. В сезоне 1972/1973 клуб финишировал на 16-м месте, в сезоне 1973/1974 — на 8-м месте. В январе 1975 года Эдвардс ушёл из команды, уступив пост Бобби Кеннеди. Всего с командой он провёл 167 матчей как тренер (56 побед, 42 ничьи, 69 поражений).
Позже он стал спортивным врачом в команде «Хаддерсфилд Таун», а затем тренером молодёжной команды «Лидс Юнайтед». В июле 1977 года вернулся в «Брэдфорд Сити», где занимал должности спортивного врача, помощника менеджера и генерального менеджера до начала 1990-х.

### Семья
После завершения тренерской карьеры переселился в Брэдфорд. Скончался 21 июня 2016 года в возрасте 85 лет. Оставил жену Джин, двух сыновей и несколько внуков.